# Nancy Allen
Nancy Anne Allen (New York, 24 giugno 1950) è un'attrice statunitense.
Attiva dal 1973 al 2003, è nota soprattutto per le sue interpretazioni in film di Brian De Palma, come Carrie, lo sguardo di Satana (1976), Vestito per uccidere (1980) e Blow Out (1981), e nella trilogia di Robocop.

## Biografia
Figlia di un tenente del Dipartimento di Polizia di New York, ha tentato da giovane una carriera come ballerina, frequentando la High School of Performing Arts e la Jose Quintano's School for Young Professionals. Dopo aver cominciato una carriera in televisione, ha dovuto la sua fama cinematografica essenzialmente a Brian De Palma, il primo dei suoi tre mariti, che l'ha scelta come protagonista in vari film thriller, dirigendola in Carrie, lo sguardo di Satana (1976), Home Movies - Vizietti familiari (1979), Vestito per uccidere (1980) e Blow Out (1981). Fra le altre sue apparizioni, quella in L'ultima corvé (1973), al fianco di Jack Nicholson, e nelle commedie 1964: Allarme a New York arrivano i Beatles (1978), diretta da Robert Zemeckis, e 1941 - Allarme a Hollywood (1979), per la regia di Steven Spielberg.
Dopo il divorzio da De Palma, con cui fu sposata dal 1979 al 1983, la sua carriera subì un declino; tornò alla ribalta quando il regista Paul Verhoeven la volle come coprotagonista del suo film di fantascienza RoboCop (1987), accanto a Peter Weller. La Allen recitò anche nel cult Philadelphia Experiment (1984) e in Poltergeist III - Ci risiamo (1988), terzo episodio della serie avviata dal celebre horror fantascientifico di Tobe Hooper. Negli ultimi anni apparve per lo più in produzioni televisive, partecipando come guest star alla celebre serie televisiva Law & Order - I due volti della giustizia, ma con un significativo seppur breve ruolo al cinema in Out of Sight (1998) di Steven Soderbergh, accanto a George Clooney e Jennifer Lopez.

## Vita privata
È stata sposata con il regista Brian De Palma dal 1979 al 1984, con l'attore Craig Shoemaker dal 1992 al 1993 e con l'imprenditore Randy Bailey dal 1998 al 2007.
Dopo la morte per tumore al seno dell'amica e collega Wendie Jo Sperber, avvenuta nel 2005, nel 2008 ha deciso di concentrarsi sul sostegno ai malati di cancro e alle loro famiglie.
Nel dicembre 2010 è stata nominata direttore esecutivo del WeSPARK Cancer Support Center, fondato dalla Sperber.

## Filmografia

### Cinema
- L'ultima corvé (The Last Detail), regia di Hal Ashby (1973)
- Un'ombra nel buio (Forced Entry), regia di Jim Sotos (1975)
- Carrie, lo sguardo di Satana (Carrie), regia di Brian De Palma (1976)
- 1964 - Allarme a N.Y. arrivano i Beatles! (I Wanna Hold Your Hand), regia di Robert Zemeckis (1978)
- 1941 - Allarme a Hollywood (1941), regia di Steven Spielberg (1979)
- Home Movies - Vizietti familiari (Home Movies), regia di Brian De Palma (1979)
- Vestito per uccidere (Dressed to Kill), regia di Brian De Palma (1980)
- Blow Out, regia di Brian De Palma (1981)
- Strange Invaders, regia di Michael Laughlin (1983)
- Cercasi papà (The Buddy System), regia di Glenn Jordan (1984)
- Philadelphia Experiment (The Philadelphia Experiment), regia di Stewart Raffill (1984)
- Corruzione a New York (Not for Publication), regia di Paul Bartel (1984)
- Sweet Revenge, regia di Mark Sobel (1987)
- RoboCop, regia di Paul Verhoeven (1987)
- Poltergeist III - Ci risiamo (Poltergeist III), regia di Gary Sherman (1988)
- Per soldi e per magia (Limit Up), regia di Richard Martini (1989)
- RoboCop 2, regia di Irvin Kershner (1990)
- RoboCop 3, regia di Fred Dekker (1993)
- Storie di spie (Les Patriotes), regia di Éric Rochant (1994)
- Dusting Cliff 7, regia di William H. Molina (1997)
- Against the Law, regia di Jim Wynorski (1997)
- The Pass - L'autostoppista (The Pass), regia di Kurt Voss (1998)
- Out of Sight, regia di Steven Soderbergh (1998)
- Children of the Corn 666 - Il ritorno di Isaac (Children of the Corn 666: Isaac's Return), regia di Kari Skogland (1999)
- Kiss Toledo Goodbye, regia di Lyndon Chubbuck (1999)
- Secret of the Andes, regia di Alejandro Azzano (1999)
- Circuit, regia di Dirk Shafer (2001)
- Quality Time, regia di Chris LaMont (2008)

### Televisione
- Destini (Another World) – serial TV (1983-1984)
- Nel regno delle fiabe (Faerie Tale Theatre) – serie TV, episodio 3x02 (1984)
- Il gladiatore (The Gladiator), regia di Abel Ferrara – film TV (1986)
- Omicidio nell'ombra (Memories of Murder), regia di Robert Lewis – film TV (1990)
- Impulso omicida (Acting on Impulse), regia di Sam Irvin – film TV (1993)
- Un uomo nel mirino (The Man Who Wouldn't Die), regia di  Bill Condon – film TV (1994)
- Il tocco di un angelo (Touched by an Angel) – serie TV, episodio 1x07 (1994)
- Oltre i limiti (The Outer Limits) – serie TV, episodio 1x02 (1995)
- Il commissario Scali (The Commish) – serie TV, episodio 4x18 (1995)
- The Division – serie TV, episodio 2x16 (2002)
- Law & Order - Unità vittime speciali (Law & Order: Special Victims Unit) – serie TV, episodio 5x11 (2003)

## Doppiatrici italiane
- Anna Rita Pasanisi in Blow Out, RoboCop, RoboCop 2, RoboCop 3
- Rossella Izzo in Carrie - Lo sguardo di Satana
- Melina Martello in 1941 - Allarme a Hollywood
- Roberta Paladini in Vestito per uccidere